# Siddham

Das Wort Siddham in Siddham (𑖭𑖰𑖟𑖿𑖠𑖽)

Die Siddham-Schrift (𑖭𑖰𑖟𑖿𑖠𑖽) ist ein meist nur von Priestern und Eingeweihten beherrschter Typus der indischen Brahmi-Schrift.

## Begriff
Das Sanskrit-Wort bedeutet wörtlich Vollendung. Die Siddham-Schrift ist eine Vorläuferin der Devanagari. Siddham wird heute nur noch von den japanischen Shingon-Buddhisten verwendet und ist im Ursprungsland Indien nicht mehr in Gebrauch. Im Japanischen wird sie aussprachegemäß als shittan (jap. 悉曇) transkribiert oder sinngemäß als bonji (梵字) für „Sanskrit-Zeichen“.
Die Bezeichnung Siddham leitet sich von der Formel siddham astu (Sanskrit für: "Es sei Vollendung", freier etwa: Es lebe die Perfektion) ab, die in der Guptazeit Indiens (zwischen dem dritten und sechsten Jahrhundert) jedem Text als Einleitung vorangestellt wurde. Dadurch übertrug sich die Bezeichnung Siddham auf die mit der Guptazeit verbundene Schrift. Zunächst wurde nur Sanskrit in Siddham geschrieben, später entstanden jedoch auch Texte verwandter Sprachen in Siddham, die an sich hauptsächlich in anderen Schriften niedergeschrieben wurden, z. B. Pâli.

## Geschichte

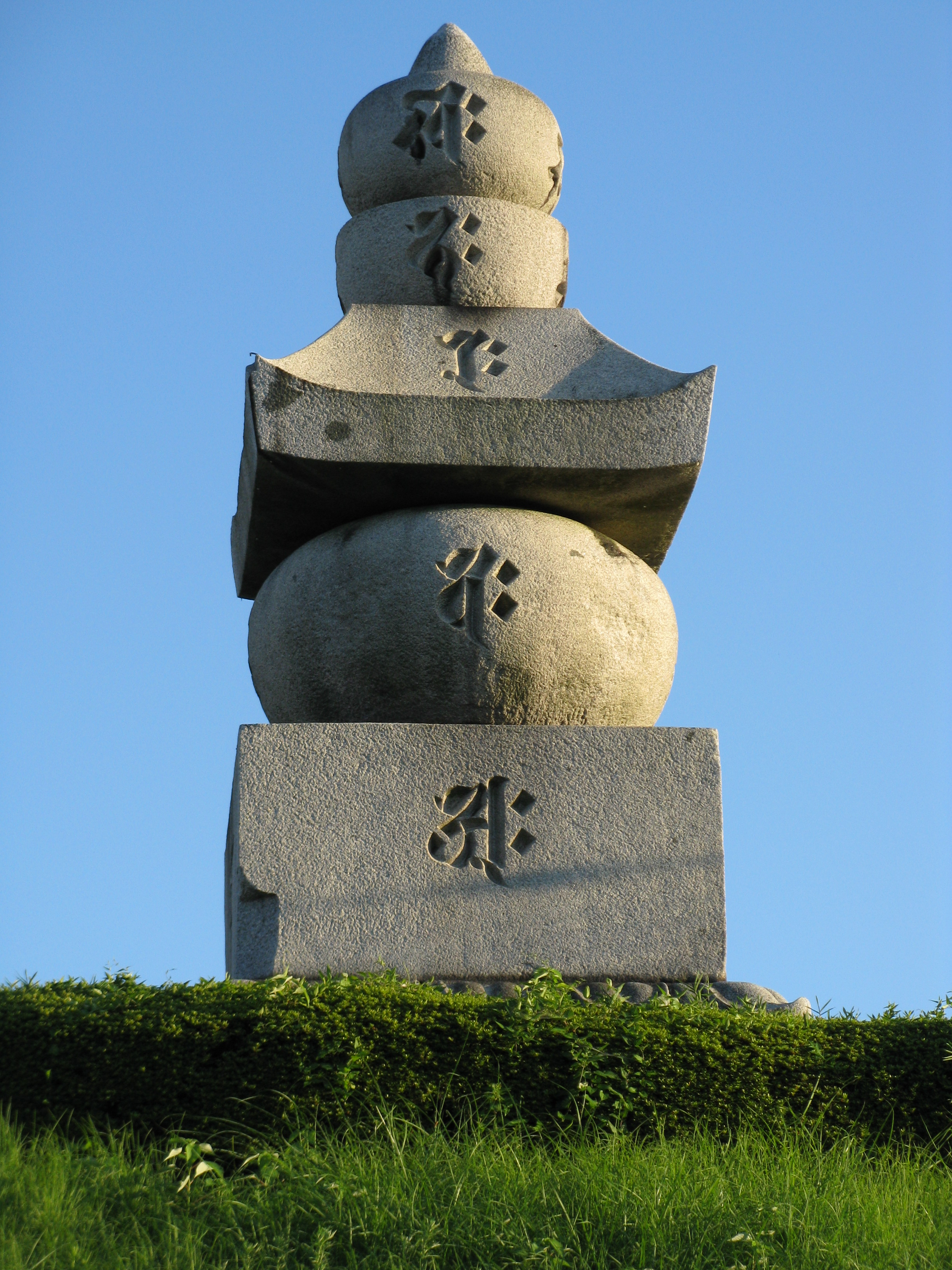
Siddham auf der Gorintō des Mimizuka

Im Jahr 806 wurde Siddham von dem Mönch Kūkai aus China nach Japan eingeführt. Die Kenntnis dieser im Gegensatz zur chinesischen Schrift alphabetischen Schriftweise war ein wesentlicher Faktor für die Systematisierung der japanischen Kana-Silbenschriften, die jedoch Vereinfachungen chinesischer Schriftzeichen darstellen. In Japan sind sie häufig auf Grabmälern in Gorintō-Form („Stupa der Fünf Ringe“) zu finden.
Im Juni 2014 wurde die Schrift im Standard Unicode 7.0 als Unicodeblock Siddham (U+11580–U+115FF) aufgenommen.

## Zeichentabelle

### Vokale
| isoliert | Umschrift | als diakritisches Zeichen mit | isoliert | Umschrift | als diakritisches Zeichen mit |
| -------- | --------- | ----------------------------- | -------- | --------- | ----------------------------- |
|          | a         |                               |          | ā         |                               |
|          | i         |                               |          | ī         |                               |
|          | u         |                               |          | ū         |                               |
|          | e         |                               |          | ai        |                               |
|          | o         |                               |          | au        |                               |
|          | aṃ        |                               |          | aḥ        |                               |
| isoliert | Umschrift | als diakritisches Zeichen mit | isoliert | Umschrift | als diakritisches Zeichen mit |
| -------- | --------- | ----------------------------- | -------- | --------- | ----------------------------- |
|          | ṛ         |                               |          | ṝ         |                               |
|          | ḷ         |                               |          | ḹ         |                               |
| ā | i | i | ī | ī | u | ū | o | au | aṃ |

### Konsonanten
| Glottale     |   |    |   |    |   |   | h |
| Velare       | k | kh | g | gh | ṅ |   |   |
| Palatale     | c | ch | j | jh | ñ | y | ś |
| Retroflexe   | ṭ | ṭh | ḍ | ḍh | ṇ | r | ṣ |
| Dentale      | t | th | d | dh | n | l | s |
| Bilabiale    | p | ph | b | bh | m |   |   |
| Labiodentale |   |    |   |    |   | v |   |
| kṣ | llaṃ |
| ch | j | ñ | ṭ | ṭh | ḍh | ḍh | ṇ | ṇ | th | th | dh | n | m | ś | ś | v |